# Xiangtan
Xiangtan (chinois : 湘潭市 ; pinyin : Xiāngtán shì) est une ville-préfecture de la province du Hunan en Chine.

## Démographie
La population de la zone urbaine était de 662 337 habitants en 1999.

## Subdivisions administratives
La ville-préfecture de Xiangtan exerce sa juridiction sur cinq subdivisions, à savoir deux districts, deux villes-districts et un xian :
- le district de Yuetang - 岳塘区 Yuètáng Qū ;
- le district de Yuhu - 雨湖区 Yǔhú Qū ;
- la ville de Xiangxiang - 湘乡市 Xiāngxiāng Shì ;
- la ville de Shaoshan - 韶山市 Sháoshān Shì ;
- le xian de Xiangtan - 湘潭县 Xiāngtán Xiàn.

## Galerie

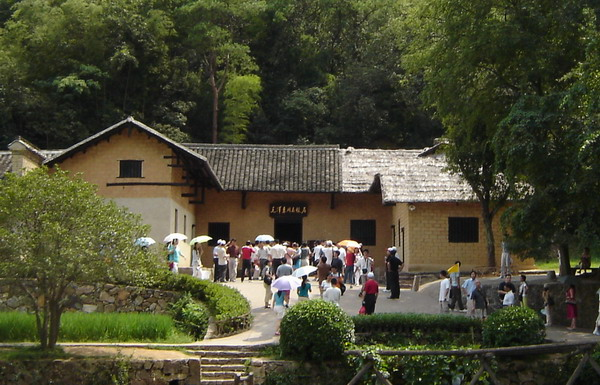
Ancienne demeure de Mao Zedong
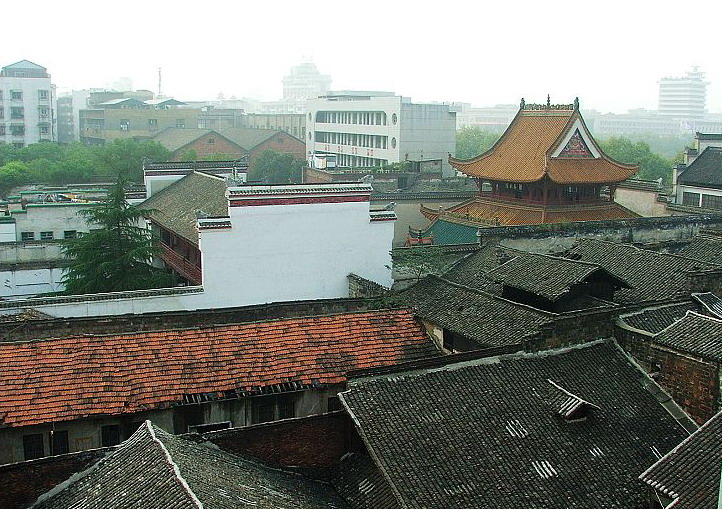
Quartier ancien de Xiangtan
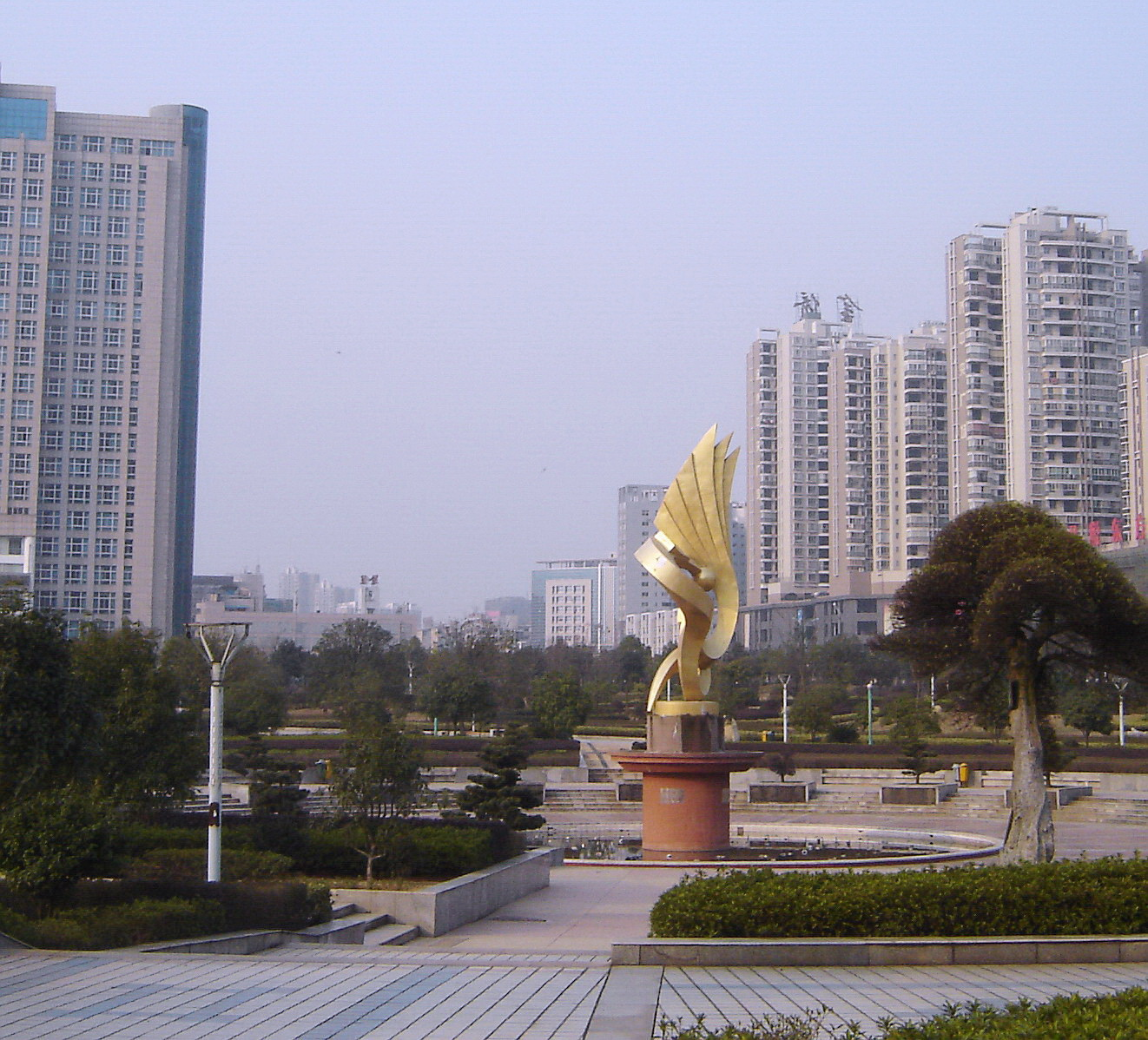
Place Jinyuan
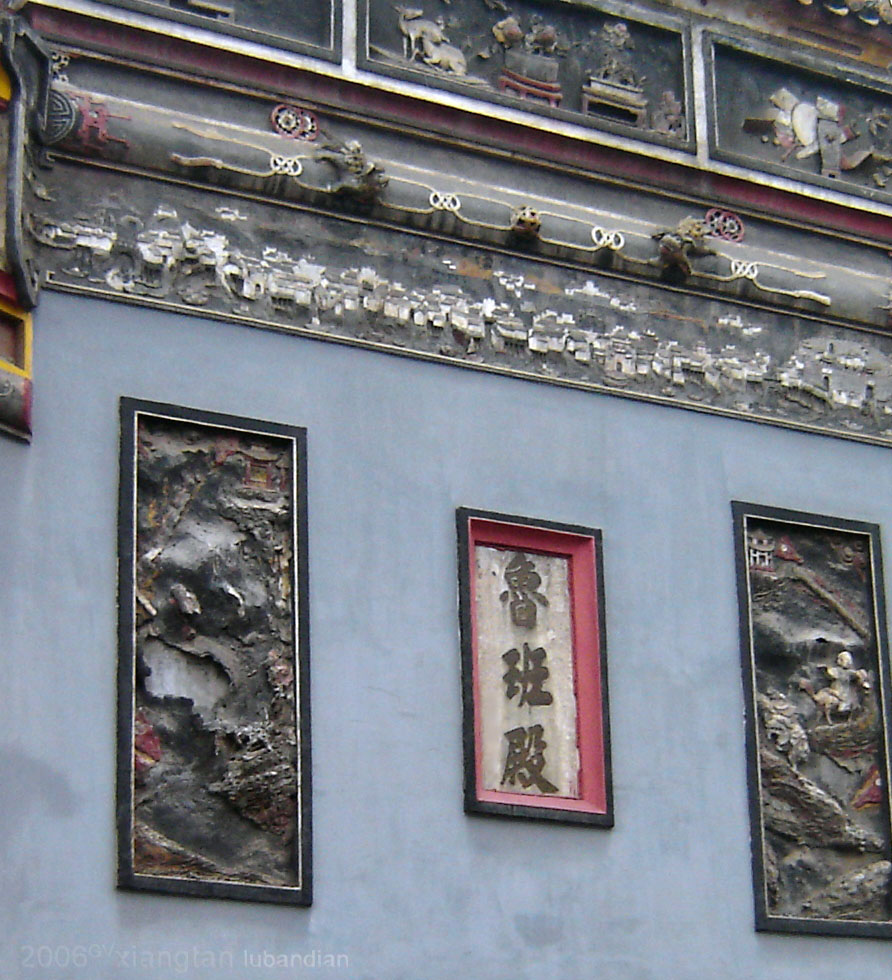
Décorations d'une façade

## Jumelages
- Changning (Chine) depuis 1984
- Hikone (Japon) depuis 1991
- South El Monte (États-Unis) depuis 1994
- Haikou (Chine) depuis 1998
- Biên Hòa (Viêt Nam) depuis 2001
- Loutsk (Ukraine) depuis 2003
- León (Espagne) depuis 2010
- Terneuzen (Pays-Bas) depuis 2011
- Long Xuyên (Viêt Nam) depuis 2011
- Calais  (France) depuis 2017